# Carychium minimum
Carychium (Carychium) minimum is een op het land levende longslak uit de familie Ellobiidae. De soorten van het geslacht Carychium behoren tot de kleinste landslakkensoorten uit de Europese fauna.
Carychium minimum is de typesoort van het (sub)genus Carychium O.F. Müller, 1773.

## Naam
De soortnaam werd in 1774 ingevoerd door Otto Frederik Müller (1730-1784) als Carychium minimum De naam minimum heeft betrekking op de grootte van de schelp.

## Beschrijving
|                                                                                           |
| Schelp met deels opengebroken buitenwand om de opbouw van de columellaire plicae te tonen |

## Huidige verspreiding
Carychium minimum komt in alle Europese landen voor in streken grotendeels ten Zuiden van de poolcirkel. In Nederland en België is de soort niet zeldzaam.

## Fossiel voorkomen
In Nederland is Carychium minimum vanaf het Tiglien uit de meeste interglacialen en uit het Holoceen bekend. In België is de soort bekend uit het Holoceen.